# Mashiur Rahman
Mashiur Rahman (9 juillet 1924 - 12 mars 1979), également connu sous le nom de Jadu Mia, est un homme d'État bangladais. Il était un ministre de premier plan, avec le rang et le statut de Premier ministre, chargé du ministère des Chemins de fer, des Routes et des Autoroutes du Bangladesh du 29 juin 1978 au 12 mars 1979.

## Biographie

### Jeunesse
Mashiur Rahman, Jadu Miah (homme de magie) est né en 1924 à Rangpur, en Inde britannique (aujourd'hui le village de Khaga Khari Bari de l'upazila de Dimla du district de Nilphamari, au Bangladesh).

### Carrière politique
Mashiur Rahman Jadu Mia a été élu membre du Conseil national du Pakistan en 1962 et a dirigé le conseil en tant que chef adjoint de l'opposition. Il a été arrêté en 1963 pour son implication dans le mouvement anti-gouvernemental. Avant la guerre de libération, en 1971, Jadu Miah déclare officiellement l'indépendance du Bangladesh et appelle à la formation d'un gouvernement multipartite lors d'un rassemblement public à Paltan Maidan le 23 mars. À la même époque, il est devenu le chef adjoint d'Abdul Hamid Khan Bhashani au sein du Parti Awami national.
Après l'assassinat de Sheikh Mujibur Rahman en 1975, le poste de Premier ministre du Bangladesh est supprimé.
Lorsque Ziaur Rahman, arrivé au pouvoir en novembre 1975, est devenu président du Bangladesh le 21 avril 1977, un système ministériel a été rétabli, et Mashiur Rahman a occupé le poste de ministre de premier plan avec le rang et le statut de premier ministre chargé du ministère des Chemins de fer, des Routes et des Autoroutes du Bangladesh du 29 juin 1978 au 12 mars 1979. Il a joué un rôle déterminant dans la fondation du Parti nationaliste du Bangladesh,. Malgré les plans et le souhait de Ziaur Rahman de le nommer Premier ministre, à la suite de sa mort soudaine le 12 mars 1979, Shah Azizur Rahman est nommé à ce poste le 15 avril 1979.

### Vie privée
Son fils aîné, Shafiqul Ghani Swapan (en), a été ministre d'État dans le gouvernement du président Ziaur Rahman et du président Hossain Mohammad Ershad — son beau-frère.